# Salaš (Uherské Hradiště-i járás)
Salaš település Csehországban, a Uherské Hradiště-i járásban. Salaš Staré Hutě, Velehrad, Roštín és Břestek településekkel határos. Lakosainak száma 422 fő (2024. január 1.).

## Népesség
A település lakosságának változását az alábbi diagram mutatja:
| Lakosok száma | 323  | 363  | 402  | 327  | 365  | 366  | 398  | 392  | 412  | 422  |
|               | 1869 | 1890 | 1921 | 1950 | 1980 | 2001 | 2017 | 2019 | 2022 | 2024 |